# Ян Еріксон
Ян Еріксон (швед. Jan Erixon, нар. 8 липня 1962, Шеллефтео) — колишній шведський хокеїст, що грав на позиції крайнього нападника.
Провів понад 600 матчів у Національній хокейній лізі. Грав за молодіжну і головну збірні команди Швеції.

## Ігрова кар'єра
Хокейну кар'єру розпочав 1983 року виступами за команду «Нью-Йорк Рейнджерс» в НХЛ.
1981 року був обраний на драфті НХЛ під 30-м загальним номером командою «Нью-Йорк Рейнджерс». 
Протягом професійної клубної ігрової кар'єри, що тривала 15 років, захищав кольори команд «Шеллефтео» та «Нью-Йорк Рейнджерс».
Загалом провів 614 матчів у НХЛ, включаючи 58 ігор плей-оф Кубка Стенлі. Має в активі 19 ігор за збірну Швеції.

## Нагороди та досягнення
- Чемпіон світу серед молодіжних команд 1981.
- Команда усіх зірок, обрана ЗМІ — 1981.

## Статистика

### Клубні виступи
| Сезон        | Клуб                 | Ліга         | Регулярний сезон | Регулярний сезон | Регулярний сезон | Регулярний сезон | Регулярний сезон | Плей-оф | Плей-оф | Плей-оф | Плей-оф | Плей-оф |
| Сезон        | Клуб                 | Ліга         | І                | Г                | П                | О                | ШХ               | І       | Г       | П       | О       | ШХ      |
| ------------ | -------------------- | ------------ | ---------------- | ---------------- | ---------------- | ---------------- | ---------------- | ------- | ------- | ------- | ------- | ------- |
| 1983–84      | «Нью-Йорк Рейнджерс» | НХЛ          | 75               | 5                | 25               | 30               | 16               | 5       | 2       | 0       | 2       | 4       |
| 1984–85      | «Нью-Йорк Рейнджерс» | НХЛ          | 66               | 7                | 22               | 29               | 33               | 2       | 0       | 0       | 0       | 2       |
| 1985–86      | «Нью-Йорк Рейнджерс» | НХЛ          | 31               | 2                | 17               | 19               | 4                | 12      | 0       | 1       | 1       | 4       |
| 1986–87      | «Нью-Йорк Рейнджерс» | НХЛ          | 68               | 8                | 18               | 26               | 24               | 6       | 1       | 0       | 1       | 0       |
| 1987–88      | «Нью-Йорк Рейнджерс» | НХЛ          | 70               | 7                | 19               | 26               | 33               | —       | —       | —       | —       | —       |
| 1988–89      | «Нью-Йорк Рейнджерс» | НХЛ          | 44               | 4                | 11               | 15               | 27               | 4       | 0       | 1       | 1       | 2       |
| 1989–90      | «Нью-Йорк Рейнджерс» | НХЛ          | 58               | 4                | 9                | 13               | 8                | 10      | 1       | 0       | 1       | 2       |
| 1990–91      | «Нью-Йорк Рейнджерс» | НХЛ          | 53               | 7                | 18               | 25               | 8                | 6       | 1       | 2       | 3       | 0       |
| 1991–92      | «Нью-Йорк Рейнджерс» | НХЛ          | 46               | 8                | 9                | 17               | 4                | 13      | 2       | 3       | 5       | 2       |
| 1992–93      | «Нью-Йорк Рейнджерс» | НХЛ          | 45               | 5                | 11               | 16               | 10               | —       | —       | —       | —       | —       |
| Усього в НХЛ | Усього в НХЛ         | Усього в НХЛ | 556              | 57               | 159              | 216              | 167              | 58      | 7       | 7       | 14      | 16      |

### Збірна
| Рік                | Команда            | Турнір             | І  | Г | П  | О  | ШХ |
| ------------------ | ------------------ | ------------------ | -- | - | -- | -- | -- |
| 1981               | Швеція             | МЧС                | 5  | 1 | 6  | 7  | 2  |
| 1981               | Швеція             | Кубок Канади       | 2  | 0 | 0  | 0  | 0  |
| 1982               | Швеція             | ЧС                 | 10 | 1 | 4  | 5  | 4  |
| 1983               | Швеція             | ЧС                 | 7  | 4 | 0  | 4  | 8  |
| Національна збірна | Національна збірна | Національна збірна | 24 | 6 | 10 | 16 | 14 |